# Nes longus
A Nes longus a csontos halak (Osteichthyes) főosztályának a sugarasúszójú halak (Actinopterygii) osztályába, ezen belül a sügéralakúak (Perciformes) rendjébe, a gébfélék (Gobiidae) családjába és a Gobiinae alcsaládjába tartozó faj.
Nemének egyetlen faja.

## Előfordulása
A Nes longus az Atlanti-óceán nyugati felének a középső részén fordul elő. Elterjedési területe magába foglalja Bermudát, a Bahama-szigeteket és az Amerikai Egyesült Államokbeli Florida déli részét; a határt délen Panama és Venezuela képezik.

## Megjelenése
Ez a gébféle legfeljebb 10 centiméter hosszú. Hátúszóján 7-8 tüske látható. Fehéres testének alsó részén, két párhuzamos, 5-5 sötétsárgás-barna pettyekből álló sáv húzódik. Fején és hátán is, kisebb-nagyobb sárgás-barna pettyek láthatók. Farokúszóján mintázat van.

## Életmódja
Trópusi és tengeri hal, amely korallzátonyok melletti homokos aljzaton él. Gyakran társul az Alpheidae-rákokkal. Körülbelül 9 méteres mélységben, a két faj közösen osztja meg a rák által kivájt üreget.